# وحدة تشكيل المستعمرات «جي إي إم إم»
وحدة تشكيل المستعمرات «جي إي إم إم» أو «سي إف يو - جي إي إم إم» هي نوع من وحدات تشكيل المستعمرات المسؤولة عن توليد الخلايا النخاعية. تمثل وحدات «سي إف يو - جي إي إم إم» الخلايا السلفية قليلة الجهد الخاصة بالخلايا النخاعية؛ يُطلق عليها نتيجة لذلك اسم الخلايا السلفية النخاعية الشائعة أو الخلايا الجذعية النخاعية. يشير الاختصار «جي إي إم إم» إلى الخلايا المحببة، والكريات الحمراء، ووحيدات النوى والخلايا كبيرات النوى.
تُعد الخلايا السلفية النخاعية الشائعة (سي إم بّي) والخلايا السلفية اللمفية الشائعة (سي إل بّي) الفرع الأول من التمايز الخلوي الحاصل في عملية تكون الدم بعد آرومة الكريات (الخلايا الجذعية المكونة للدم).

## الدراسات البحثية
نظرًا إلى تمثيل خلية «سي إف يو - جي إي إم إم» للسلف المبكر جدًا لخلايا الدم الناضجة، من غير الممكن إيجادها عادة في الدم. بينما يمكن العثور على هذه الخلايا في نقي العظم، يُعد الحبل السري بين الأم وطفلها المكان الأكثر شيوعًا لخلايا «سي إف يو - جي إي إم إم». اكتشفت الأبحاث امتلاك هذه الخلايا لكفاءتها العالية في إعادة تشكيل الأطباق، ما يشير إلى نسبة تكوين مستعمرات عالية عند استخراج هذه الخلايا من الحبل السري وتحريض نموها في المستنبتات المخبرية. تشير نتائج الدراسات التي أجراها كل من كارو، وهانغوك وبروكسماير في عام 1993 إلى إمكانية تصنيف «سي إف يو - جي إي إم إم» كخلية جذعية نظرًا إلى كفاءتها العالية في إعادة تشكيل الأطباق مع وجود بعض عوامل النمو والسيتوكينات.
يعتمد نمو «سي إف يو - جي إي إم إم» و«بي إف يو - إي» وإنتاجها على مجموعة من العوامل التحفيزية من مصدر ما للنشاط المعزز للتدفق (بي بّي إيه) مثل تحرير الإنترلوكين 1 (آي إل – 1) بواسطة الخلايا وحيدات النوى، وفقًا للدراسات في عام 1987. ثبت أيضًا أن الأرومات الليفية قادرة على إفراز هذا النشاطات المعززة للتدفق، لكن تقتصر استجابتها على الجزيء التنظيمي مثل الإنترلوكين – 1. أظهرت النتائج أن الإنترلوكين – 1 قادر على زيادة التأثيرات التحفيزية لخلايا «سي إف يو - جي إي إم إم» بطريقة قائمة على الجرعة مع فعالية قصوى تقارب 140 نانوغرام / مل. كشفت الدراسة وجود دور هام للإنترلوكين – 1 في تنظيم إنتاج العوامل التحفيزية التي تؤثر على الخلايا السلفية لعملية تكون الدم. 
في دراسة أخرى في عام 2014، كان الباحثون في بحث عن جزيئات لتحفيز تكاثر الخلايا الجذعية المكونة للدم طويلة الأمد (إل تي – إتش إس سي). اختبروا مكتبة حاوية على أكثر من 5000 جزيء صغير، إذ أدت جميعها إلى كبح النمو ما عدا جزيء واحد (يو إم 729). أمكن إنتاج نظير أكثر إمكانية تحت اسم «يو إم 171». عند مقارنته بغيره من المواد الكيميائية المشابهة، تميز «يو إم 171» بدرجة أكبر من تكاثر الخلايا الجذعية المكونة للدم وعدد أقل من خلايا الموت المبرمج مقارنة بالمجموعة المضبوطة، بالإضافة إلى عدد أكبر من الخلايا السلفية متعددة الإمكانات مثل «سي إف يو - جي إي إم إم». علاوة على ذلك، لم يؤثر «يو إم 171» على معدل الانقسام. عند استخدامه بالاقتران مع «إس آر 1»، أحد عوامل النسخ المعروفة، سمح «يو إم 171» بمنع التمايز وأدى إلى زيادة نمو «سي إف يو - جي إي إم إم». تشير هذه النتائج إلى قدرة «يو إم 171» و«إس آر 1» معًا على تعزيز تكاثر الخلايا السلفية ومنع تمايزها.